# William Moore (cyclisme)
Pour les articles homonymes, voir William Moore et Moore.
William Moore, né le 2 avril 1947 à Liverpool, est un coureur cycliste britannique. Il a notamment été médaillé de bronze de la poursuite par équipes aux Jeux olympiques de 1972, avec l'équipe de Grande-Bretagne.  Il a été médaillé d'or de cette discipline aux Jeux du Commonwealth de 1974, avec l'équipe d'Angleterre.

## Palmarès

### Jeux olympiques
- Munich 1972
  -  Médaillé de bronze de la poursuite par équipes

### Championnats du monde
- Saint-Sébastien 1973
  -  Médaillé d'argent de la poursuite par équipes

### Jeux du Commonwealth
- Christchurch 1974
  -  Médaillé d'or de la poursuite par équipes
  -  Médaillé d'argent de la poursuite

## Palmarès sur route
- 1971
  - 3e du championnat de Grande-Bretagne de montagne
- 1973
  - Eddie Soens Memorial
- 1974
  - 2e du championnat de Grande-Bretagne sur route